# Oruçgazi, Osmaniye
Oruçgazi là một xã thuộc huyện Osmaniye, tỉnh Osmaniye, Thổ Nhĩ Kỳ. Dân số thời điểm năm 2010 là 86 người.